# Копыльченко, Константин Пименович
Константи́н Пи́менович Копы́льченко (1928 — ?) — советский шахтёр, новатор и передовик угольной промышленности, депутат Верховного Совета СССР VI созыва.

## Биография
Родился в селе Солдаткино Тяжинского района Сибирского края (ныне в Тисульском районе Кемеровской области), в семье крестьянина. В 1940 году вместе с родителями переезжает жить на Северный Сахалин, в поселок Арково. В 1942 году после смерти отца оставил школу и поступил в Александровское ремесленное училище. Окончив его, более двух лет работал судоводителем на Рыбновском рыбокомбинате. В 1948 году окончил Быковскую горнопромышленную школу и направлен на шахту «Долинская», где работает забойщиком, а затем бригадиром очистного забоя. За хорошую работу многократно отмечен в приказах по шахте, награждён почетными грамотами ЦК ВЛКСМ, обкома и Долинского горкома комсомола. 
В 1953 году он выступил инициатором внедрения комплексной организации труда. Новаторский подход к делу, широкое использование опыта лучших горняков страны помогли его бригаде значительно повысить производительность труда. Член КПСС с 1957 года. Неоднократно избрался в партком шахты и в Долинский горкома КПСС.
К XXII съезду КПСС (1961) бригада К. П. Копыльченко, благодаря комплексной организации труда в лаве, освоению и совмещению смежных профессий, с честью выполнила принятые обязательства. В 1961 году она добыла сверх плана 980 тонн угля, сэкономила 70 кубометров крепёжного леса, 2200 кг взрывчатых материалов.
В феврале 1962 года коллективами рабочих, инженерно-технических работников и служащих шахты «Долинская», Южно-Сахалинского механического завода, совнархоза и птицефабрики «Центральная» выдвинут, а затем зарегистрирован кандидатом в депутаты Совета Союза Верховного Совета СССР по Южно-Сахалинскому избирательному округу № 316. Избран депутатом Верховного Совета СССР VI созыва в ходе выборов 16 марта 1962 года.
О дальнейшей жизни после 1967 года достоверных сведений нет.

## Награды
- Орден Ленина
- Медаль «За трудовую доблесть» (26.04.1963[2])
- Значок «Отличник социалистического соревнования» Министерства угольной промышленности